# Skrad
Skrad es un municipio de Croacia en el condado de Primorje-Gorski Kotar.

## Geografía
Se encuentra a una altitud de 669 m s. n. m. a 121 km de la capital nacional, Zagreb.

## Demografía
En el censo 2011 el total de población del municipio fue de 1 062 habitantes, distribuidos en las siguientes localidades:
- Belski Ravan -  0
- Brezje Dobransko -  2
- Bukov Vrh -  43
- Bukovac Podvrški -  0
- Buzin -  2
- Divjake - 40
- Gorani -  0
- Gorica Skradska -  3
- Gornja Dobra - 39
- Gramalj -  0
- Hlevci - 17
- Hosnik -  1
- Hribac -  20
- Mala Dobra - 0
- Malo Selce - 12
- Pećišće -  3
- Planina Skradska - 39
- Podslemeni Lazi - 0
- Podstena -  19
- Pucak -  1
- Raskrižje -  0
- Rasohe -  1
- Resnatac -  0
- Rogi -  12
- Skrad - 694
- Sleme Skradsko - 2
- Trški Lazi -  0
- Tusti Vrh - 18
- Veliko Selce -  73
- Vrh Brodski -  0
- Zakrajc Brodski - 1
- Žrnovac - 20

| Gráfica de población de Skrad 1857-2011                             |
|                                                                     |
| Según los censos de población de la oficina estadística de Croacia. |